# Šumperk (distrito)
Šumperk é um distrito da República Checa na região de Olomouc, com uma área de 1 316 km² com uma população de 126 567 habitantes (2002) e com uma densidade populacional de 96 hab/km².